# Bunkyō Civic Center
Il Bunkyō Civic Center (文京シビックセンター?) è l'edificio del governo per il quartiere Bunkyō a Tokyo, Giappone. Il suo 25º piano ospita una piattaforma panoramica gratuita. L'edificio fu completato nel 1994. È stato descritto da The Japan Times come un «colossale erogatore di caramelle Pez». L'edificio è vicino al Tokyo Dome, al Tokyo Dome Hotel, al Tokyo Dome City e alle Tokyo Dome City Attractions.

## Storia
Il Bunkyō Civic Center sorge sull'ex sito del municipio di Bunkyō (文京公会堂), che aprì nell'aprile del 1959. Questo fu anche il luogo del primo Japan Record Award. Il municipio, che aveva un'eccellente acustica, era usato principalmente come luogo per le esibizioni e i concerti di musica classica dal momento della sua apertura fino al 1977.
Nel 1977 si scoprì che l'edificio violava i regolamenti antincendio imposti dal governo giapponese e fu chiuso. Il governo demolì il municipio e lo ricostruì come edificio governativo con il nome di Bunkyō Civic Center. Il centro civico,  alto 142 m, include tre piani sotterranei e 28 piani sopra il suolo, rendendolo il centro civico più alto di Tokyo. È in uso dal 1994.

## Strutture

Gli edifici di Shinjuku e il Fuji, visti dalla piattaforma panoramica

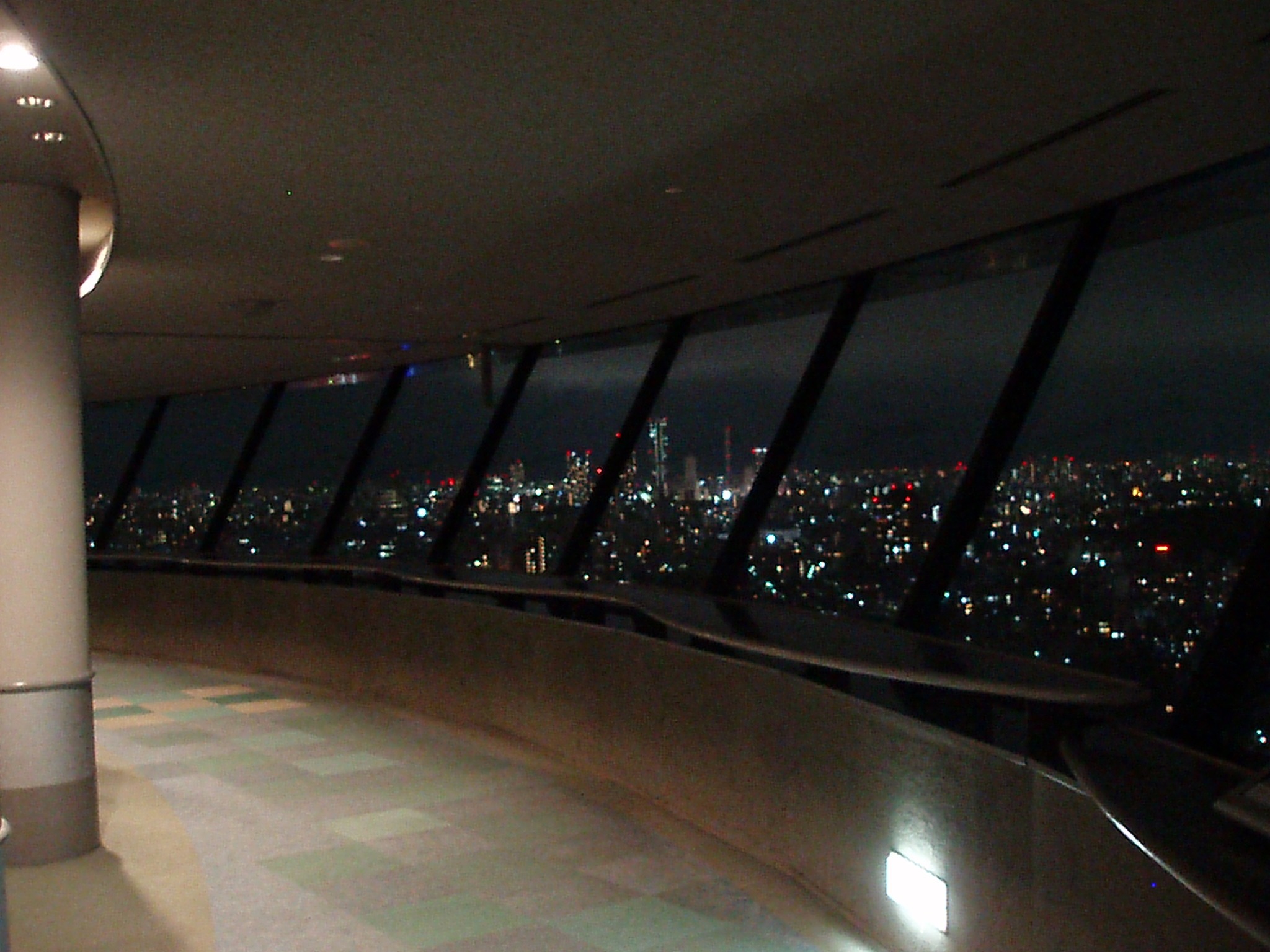
La piattaforma panoramica di notte

Il Bunkyō Civic Center ospita gli uffici municipali del quartiere di Bunkyō, nella città metropolitana di Tokyo. Inoltre, l'edificio possiede strutture per attività ricreative e per osservazioni panoramiche.
Il 1º e il 2º piano sotterraneo nell'edificio principale ospitano una stanza per lo studio e strutture commerciali per l'Academy Bunkyō e la Industry and Life Plaza. La Sezione per la registrazione delle famiglie e i residenti è al secondo piano. Il Centro per i cittadini è al 3º e 4º piano e c'è un'area riservata ai bambini che è un servizio di asilo nido a breve termine per i cittadini. Infine, genitori e bambini possono giocare nel Piyopiyo Hiroba al 5º piano.
Dal 6º al 24º piano sono usati principalmente per uffici per la Città di Bunkyō. L'Ufficio del notaio è situato al 7º e all'8º. La Sala del municipio è ubicata al 24º piano, che ha approssimativamente un'altezza di 100 metri rispetto al 22º piano.
La piattaforma panoramica si trova al 25º piano del Bunkyō Civic Center, a 105 metri sopra il suolo. Vanta una veduta panoramica a 330 gradi di Tokyo. La piattaforma è racchiusa da finestre con i vetri inclinati per evitare il riflesso della luce all'interno. I visitatori possono ammirare il Monte Tsukuba a nord, il Tokyo Sky Tree a est, e gli edifici di Shinjuku e il Fuji se il sole è a ovest. Sul lato sud della piattaforma panoramica vi un salone con vista panoramica chiamato Sky View Lounge.
Ai piedi dell'edificio si trova la Bunkyō Entertainment Hall (文京シビックホール), una sala per attività ricreative divisa tra la Sala principale (大ホール) e la Sala piccola (小ホール) che contengono rispettivamente 1.802 e 371 posti. In aggiunta, vi è una sala miltifunzionale, due sale di allenamento, due sale per riunioni, due sale da musica, una sala per riunioni e sale da studio.